# 0
0 (nìč) je celo število, ki je predhodnik števila 1 in naslednik števila -1. Število 0 je večje od vseh negativnih celih števil in manjše od vseh pozitivnih celih števil. Samo število 0 ni niti pozitivno niti negativno. 
V splošnem število 0 ni naravno število. Na nekaterih področjih matematike (teorija množic, logika in računalništvo) včasih privzamemo, da je tudi 0 naravno število.
Ničlo kot število so uvedli indijski matematiki, pomeni pa nič, prazno.
V določenih koledarjih ni (bilo) leta 0: glej proleptični gregorijanski koledar in proleptični julijanski koledar.

## Zgodovina
Maji so že pred 2000 leti poznali znak za nič, Babilonci pa so zanj uporabljali prazen prostor. Med rimskimi števili ne najdemo ničle. Današnji znak in uvedbo ničle kot števila pripisujejo indijskim matematikom.

## V matematiki
Velikost prazne množice je enaka 0. Pravzaprav velja tudi obratno: določeni aksiomi v teoriji množic privzamejo definicijo, da je nič velikost prazne množice. 
Sledijo pravila za računanje z 0, ki veljajo ne le za cela števila, ampak za vsako kompleksno število a.
- Seštevanje: a + 0 = a in 0 + a = a. (0 je nevtralni element za seštevanje.)
- Odštevanje: a - 0 = a in 0 - a = -a.
- Množenje: a × 0 = 0 in 0 × a = 0.
- Deljenje: 0 / a = 0, za vsak a<>0. Toda a / 0 je nedefinirano, ker število 0 nima inverza. a/0 je tudi ohlapna »definicija« za neskončnost.
- Potenciranje: a0 = 1, razen primera a = 0, ki je v glavnem nedoločen. Za vsak pozitiven realni a velja 0a = 0.

- 0 je najmanjše podolžno število.
- 0 je prvo Perrinovo število.
- 0 je najmanjše Pellovo število.

## V računalništvu

### Štejemo od 0 ali 1
Ljudje običajno štejemo 1,2,3, ..., v programiranju pa praviloma zanke pričenjamo z 0 in štejemo do n-1 namesto od 1 do n, kar olajšuje dostop do elementov tabele.

### Razlika med0inO
Znaka za 0 (število) in O (črko) sta zelo podobna, pravzaprav starejši pisalni stroji sploh niso imeli ničle ne enice: uporabljala se je črka 0 in mali L, tako da je bilo včasih število tisoč takole: l.ooo. Z uvedbo programiranja, ki je zahtevalo natančno ločevanje 0 in O, se je uveljavila prečrtana ničla {\displaystyle \emptyset }, ki pa je povzročala težave Dancem in Norvežanom, ker uporabljajo podobno črko Ø.
Tudi današnje (nove) avtomobilske registrske tablice imajo števko 0 različno od črke O, in sicer je ničla zgoraj desno prerezana.

## V jezikoslovju
- V slovenskem jeziku sicer dejstvo: »Imaš nič jabolk« bolj običajno sicer povemo z zanikanjem »Nimaš jabolk« ali celo z dvojnim zanikanjem »Nimaš nič jabolk«.

## Drugje
- Krvna skupina 0 je univerzalna krvna skupina, ki jo lahko prejmejo tudi tisti z drugimi krvnimi skupinami (A, B, AB).

### Leta
- leto 0
- 1900, 2000